# Esplosivi densi a metallo inerte
Un Esplosivo denso a metallo inerte (Dense Inert Metal Explosive - DIME) è un tipo sperimentale di esplosivo che ha un raggio relativamente ridotto (circa 4 metri), allo scopo di produrre il maggior danno in un minore spazio.
Tali armi vengono definite "concentrato di letalità", poiché distruggono con precisione l'obiettivo, provocando un danno minimo all'ambiente circostante.

## Composizione
È creato producendo una mistura omogenea di materiale esplosivo (come l'HMX o l'RDX) e piccole particelle di materiali chimici inerti (HMTA). Il tutto è incamerato in una struttura esterna in fibra di carbonio. Il tungsteno è un metallo con temperatura di fusione altissima ed è comunemente usato nelle lampadine. Le particelle di tungsteno permettono di sviluppare un'esplosione molto efficace ad alta temperatura in un raggio di azione molto ridotto.
Nel momento della detonazione, infatti, la struttura esterna si disintegra in particelle estremamente piccole che, insieme ai materiali inerti, vengono 'sparate' ad altissima temperatura. La resistenza dell'aria frena velocemente le minuscole particelle, che, intorno ai 160 metri, perdono la loro velocità.
La frase 'materiale inerte' si riferisce a elementi chimici che non sono chimicamente attivi e quindi non prendono parte alla reazione che causa l'esplosione (alcuni materiali come l'alluminio possono far parte di reazioni chimiche, anche esplosive).
La composizione delle DIME è stata studiata e attuata da molti anni, ma apparentemente è stata usata per la prima volta nel 2000.

## Danni alle persone
Le persone che vengono a trovarsi nel raggio di azione dell'ordigno riportano ustioni e lesioni gravissime da particelle pesanti (perforazioni interne e multiple degli organi) impossibili da curare.
Le persone lontane dal raggio letale d'azione dell'ordigno potrebbero tuttavia presentare perforazioni alle ossa degli arti (con conseguente amputazione). Le pesanti particelle inerti potrebbero penetrare nei tessuti, anche senza apparenti conseguenze, e causare, a lungo termine, tumori (Rabdomiosarcoma).
Per questi fatti, le DIME sono oggetto di pesanti critiche internazionali.

## Effetti tossici e cancerogeni
Gli effetti cancerogeni del tungsteno sono stati studiati dalla U.S. Armed Force dal 2000 (insieme al DU - Uranio impoverito). Questi studi hanno dimostrato che i sopracitati elementi possono causare trasformazioni neoplastiche degli osteoblasti.
Uno studio più recente del Dipartimento della salute degli USA nel 2005 ha scoperto che le polveri HMTA causano rapidamente il rabdomiosarcoma nei topi.
Il rischio cancerogeno del tungsteno sembra essere più legato al nichel. Tuttavia, il tungsteno puro ed il triossido di tungsteno sono sospettati di causare cancro e di avere altre tossicità. Infatti questi effetti sono stati riscontrati con studi su animali.

## HMTA
È l'insieme di materiali inerti presente negli ordigni DIME. Comprende tungsteno, cobalto, nickel e ferro.
Due composizioni comuni dell'HTMA sono:
- rWNiCo: tungsteno (91-93%), nickel (3-5%) e cobalto (2-4%)
- rWNiFe: tungsteno (91-93%), nickel (3-5%) e ferro (2-4%)